# Szabła (gmina)
Szabła (bułg. Община Шабла)  − gmina w północno-wschodniej Bułgarii, w obwodzie Dobricz.

## Miejscowości
Miejscowości wchodzące w skład gminy Szabła:
- Bożanowo (bułg.: Божаново),
- Czernomorci (bułg.: Черноморци),
- Durankułak (bułg.: Дуранкулак),
- Ezerec (bułg.: Езерец),
- Goriczane (bułg.: Горичане),
- Gorun (bułg.: Горун),
- Graniczar (bułg.: Граничар),
- Krapec (bułg.: Крапец),
- Prolez (bułg.: Пролез),
- Smin (bułg.: Смин),
- Staewci (bułg.: Стаевци),
- Szabła (bułg.: Шабла) – siedziba gminy,
- Tjulenowo (bułg.: Тюленово),
- Twyrdica (bułg.: Твърдица),
- Waklino (bułg.: Ваклино),
- Zachari Stojanowo (bułg.: Захари Стояново).